# Erloy
Erloy ist eine französische Gemeinde mit 100 Einwohnern (Stand 1. Januar 2022) im Département Aisne in der Region Hauts-de-France (vor 2016 Picardie). Sie gehört zum Arrondissement Vervins, zum Kanton Vervins und zum Gemeindeverband Thiérache du Centre.

## Geographie
Die Gemeinde Erloy liegt in der Landschaft Thiérache an der oberen Oise, neun Kilometer nordnordwestlich von Vervins. Nachbargemeinden von Erloy sind Buironfosse im Norden, Sorbais im Osten, Autreppes im Südosten, Saint-Algis im Südwesten Englancourt sowie im Westen.

## Bevölkerungsentwicklung
| Jahr                       | 1962 | 1968 | 1975 | 1982 | 1990 | 1999 | 2006 | 2012 | 2021 |
| -------------------------- | ---- | ---- | ---- | ---- | ---- | ---- | ---- | ---- | ---- |
| Einwohner                  | 218  | 176  | 167  | 135  | 139  | 123  | 101  | 90   | 102  |
| Quellen: Cassini und INSEE |      |      |      |      |      |      |      |      |      |

## Sehenswürdigkeiten

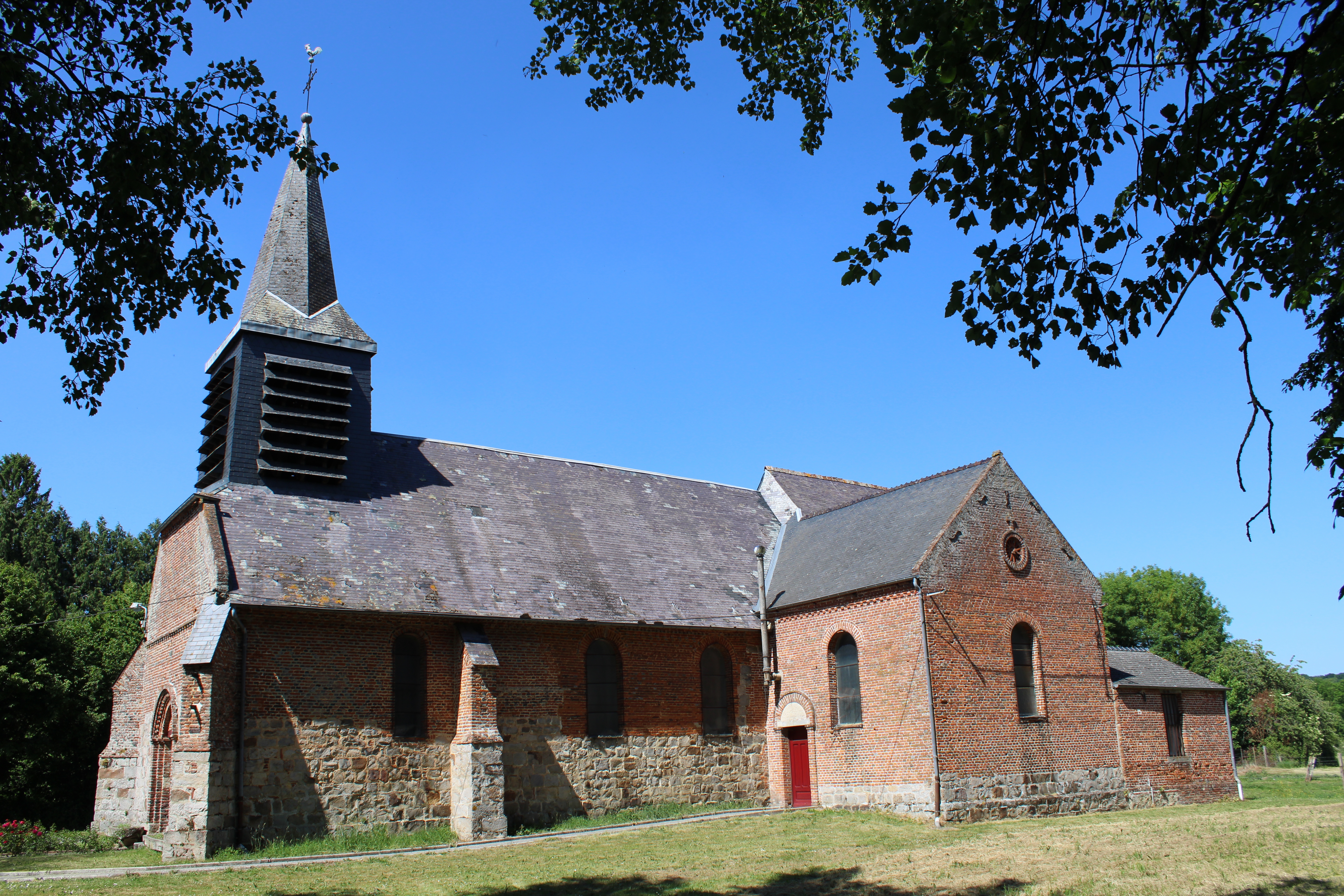
Kirche Sainte-Eugénie
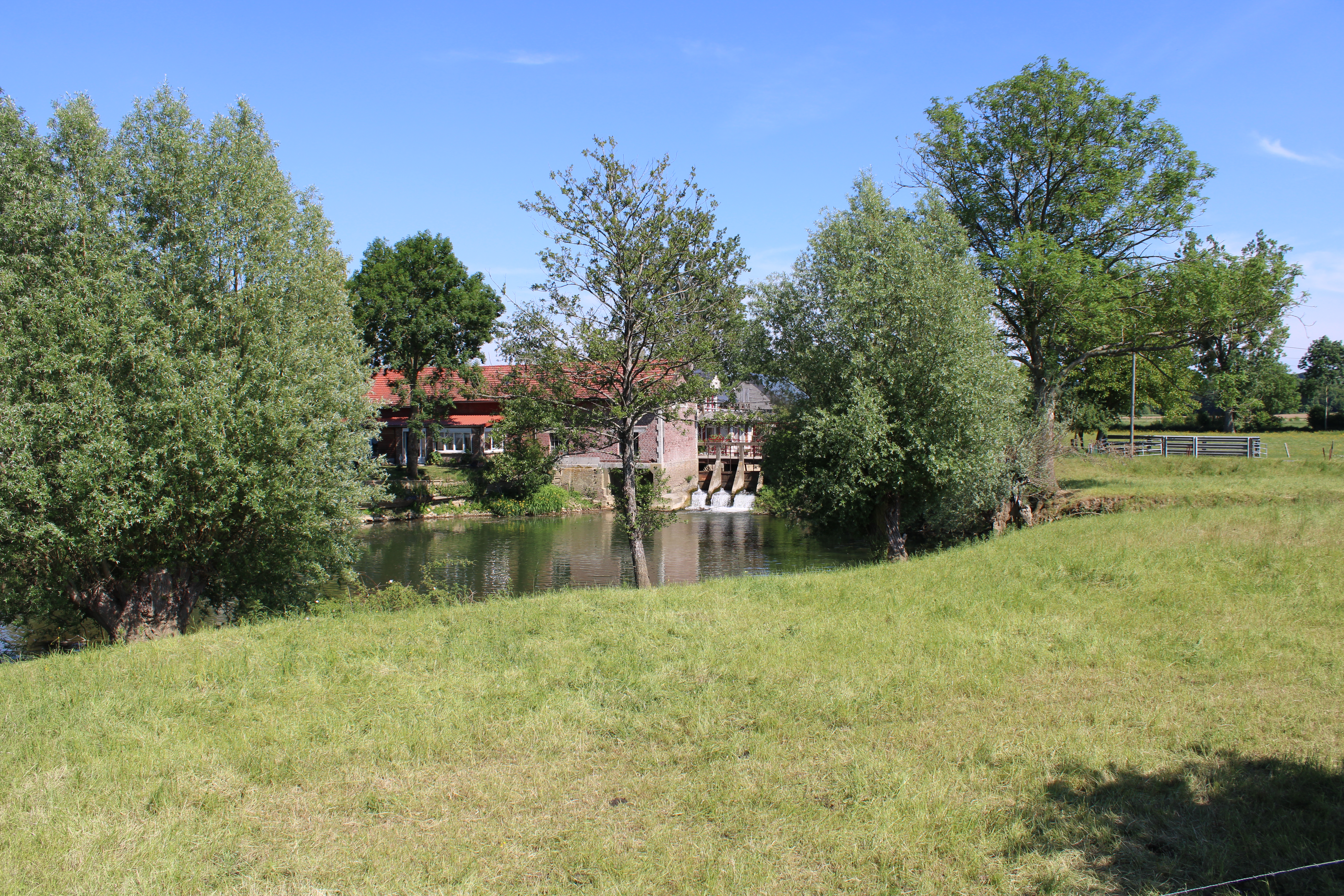
Wassermühle
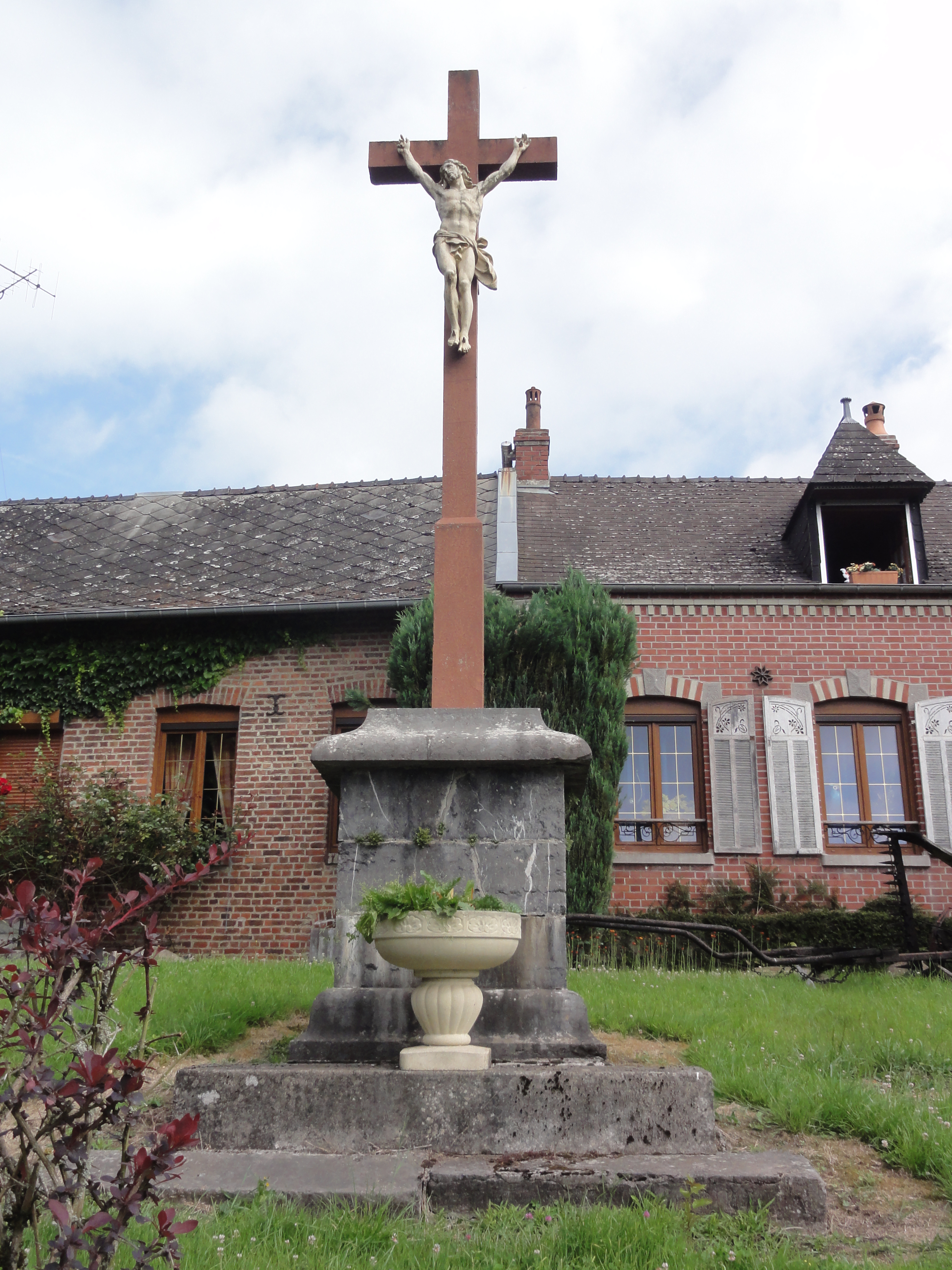
Wegkreuz

- Kirche Sainte-Eugénie
- Wassermühle
- Wegkreuz